# 餅田コシヒカリ
餅田コシヒカリ（もちだ コシヒカリ、1994年4月18日 - ）は、宮城県仙台市出身の日本のお笑い芸人、女優、タレントである。本名、持田 ひかり（もちだ ひかり）。松竹芸能所属。2017年5月まではお笑いコンビ『棚からブタもち』（解散）のボケ担当であった。
キンタロー。が主宰する『SBK48』の一員であり、SBK48内のデブ選抜ユニット『松木坂46』の一員でもある。
2017年からは、小野島徹とのコンビ『駆け抜けて軽トラ』で活動している。ニックネームは「もちこ｣。

## 来歴
家族の影響で幼少時から17年間ピアノを習う。宮城県仙台三桜高等学校では音楽部に所属し、NHK全国学校音楽コンクール、全日本合唱コンクールで全国大会出場。JCAユースクワイア（全日本合唱連盟の選抜合唱団）の第1回メンバーに選ばれる。
18歳の時に上京、東京スクールオブミュージック＆ダンス専門学校の俳優コースに通い、この時の恩師からの勧めでお笑いを志す。
2015年4月、松竹芸能タレントスクール東京校に入校（25期）。スクールで知り合った田中雄也（ゆーや）と男女芸人コンビ『棚からブタもち』を結成。
スクール生時代の2015年9月29日には『芸能界煩悩CUP』（フジテレビ）にてテレビ初登場、「キスシーンの撮影で本当にキスしてしまうのは誰？」という企画で蛭子能収とキスシーンを演じたが、実際にはキスはしていない。
タレントスクール卒業ライブという位置付けで行われた『松竹わかば保育園～たけのこ狩り～』（2016年3月29日：松竹芸能新宿角座）を経て、2016年4月より松竹芸能に所属。
スクール卒業後の松竹芸能新宿角座初出演は、棚からブタもちとして出演した2016年6月7日開催のピラミッド型ライブ『関東ゲラゲラBRONZE』、観客投票14位でネタ見せに降格したが、同年8月2日の同ライブでは3位で『関東ゲラゲラSILVER』に昇格し、同年8月9日に出演した（9位で関東ゲラゲラSILVER残留）。
キンタロー。が主宰する『SBK48』には同年7月13日に加入（追加メンバー）。旗揚げ公演、旗揚げ追加公演に参加。旗揚げ公演での役どころは「角座女学園2年生の餅田コシヒカリ、またの名を天才作詞作曲家のもちP」、キンタロー。、光子、はるはる、脇屋敷、府中文江、増野美由紀、だいどぅ、星美穂と共演した。
同年9月16日放送『芸能界特技王決定戦TEPPEN』（フジテレビ）では総勢47名が出場した予選を勝ち上がり、ピアノ準決勝Aブロックに出場、ミス5回で強制退場となった。
同年11月22日、SBK48の一員として松竹芸能 DAIHATSU MOVE 道頓堀角座に初登場。
翌日の11月23日には松竹芸能新宿角座で行われた『ちょっとした芝居～居残りマカロン～』に出演、SBK48以外でも演劇の舞台出演を果たした。
『はまぐちコントサークル』には2017年1月に初登場、以後複数回出演している。
石川星に里帰りすることになった「石川星人NASA」の後任として、同年3月より『石川さん情報Live リフレッシュ』（石川テレビ放送）毎週水曜日「石川星人リターンズ」コーナーに「石川星人もっちー」として出演、これが自身初の地上波テレビレギュラー出演となる。
TBSテレビ『ダイエット総選挙2017夏の陣』の企画で「肉食やせダイエット」に挑戦。その模様は同年5月17日に放送され、企画開始時88.8kgの体重が最終的に74.2kg（-14.6kg、-16.44％）に、最終進出者6名中第5位で終えた。
同年5月末をもって『棚からブタもち』は解散、ピン芸人として歩むこととなった。
同年8月6日、はまぐちコントサークルの一員として『TOKYO IDOL FESTIVAL2017』に出演。
ダイエット総選挙後はリバウンドして体重が増えていたが、『ぴあ』の企画で再びダイエットに取り組むこととなり、同年9月20日「15kgのダイエットに成功した場合はダイエット日記を書籍化する」と、ぴあより発表された。
同年12月21日放送の『とんねるずのみなさんのおかげでした』「歳末爆笑2時間半スペシャル」（フジテレビ）内の「博士と助手～細かすぎて伝わらないモノマネ選手権」にキンタロー。と共に出演した（詳細は後述）。
同年12月26日の『明日は我がミーティング』「MC有田哲平＆高嶋ちさ子！○○食べて3週間激ヤセ」（TBSテレビ）内の「これで痩せた！ダイエットミーティング」コーナーにおいて、ダイエットの様子が放送された。これはトレーナーの渋谷美穂（しぶたにみほ）の指導の下、ハードな追い込み型ダイエットに挑戦したもので、企画開始時76.8kgの体重が最終的に69.4kgに、ウエストは91.5cmから81.5cmになった。これにより前述の『ぴあ』の発表時の87kgから15kg以上の体重減となったため、書籍化の条件をクリア、2018年2月28日に発売された。2020年現在の公式プロフィールでは体重83kgとしている。
2018年2月11日放送の『にちようチャップリン』において、ユニット『駆け抜けて軽トラ』として初の地上波出演を果たした。
同年3月12日発売の『週刊プレイボーイ』に袋とじグラビアが掲載されグラビアデビュー、また同月20日発売の雑誌『la farfa』に記事と裏表紙で掲載されモデルデビューを果たす。
同年4月19日、「最初で最後のイメージDVD」と銘打たれた『Rice Cake』発売。
芸能人女子エンタメeスポーツクイーン決定戦『eQリーグ』に参戦する『ShochikuSisters』に2019年より加入。
ピアノ演奏グレード6級（ヤマハ音楽振興会）を所持している。
2020年12月25日、特殊詐欺被害防止用のポスターに起用されたことがきっかけで宮城県警白石警察署の一日署長となった。
2021年9月2日、7月に体重が100kg（体脂肪率43％）に到達したことから長期的かつ本気のダイエットに取り組むことを自身のYouTubeで報告した。
2025年7月2日、同月をもって「駆け抜けて軽トラ」が解散することを発表した。同月26日の長野県池田町でのイベント出演が最後のステージとなる。

## 人物
- 兄が2人いる末っ子長女。
- 芸名の由来は『お米のように愛される、誰もが知ってるコシヒカリのような存在になろうと思った』から[42] 。
- 芸名通りにお米が好きで『ダイエット総選挙2017』の企画に挑戦するまでは、バターと醤油の炊き込みご飯にマヨネーズをかけて食べるのが至福の時間であった。また同企画では肉、卵、チーズを食べ、米などの炭水化物は食べない『肉食やせダイエット』に挑戦[25]。
- 雑誌『ぴあ』の企画でも『肉食やせダイエット』を行い87kgから76.8kgまで落とし、その後筋肉トレーニングとタバタトレーニングを取り入れ69.4kgまでのダイエットに成功[30]。
- 動物が好きで実家でも犬を飼っているが、その犬には好かれていないと感じている[43]。
- かつては食べ歩きが好きで、自撮りも好きなため自身のTwitterに食べている写真や自撮りをよくアップしていた[44][45]。
- 幼少時よりピアノを習っており、TEPPEN出場に憧れていた[46]。
- 声楽（6年）、ゴスペル（2年）を習った経験や合唱全国2位の経験があり[3]、女芸人のど自慢大会で優勝したこともある[47]。
- 家具作りが得意で、自作の棚の写真を披露したことがある[48]。しかし、整理整頓や片づけが苦手であり、「自分で掃除をしたことはない」という部屋はいわゆる"汚部屋"状態である。見兼ねた母が時々上京して掃除をしてくれるという。しかし、それらを悪びれることは一切なく、バラエティ番組などで堂々と公開している[49][50]。
- 自称カトパン（加藤綾子）似、自身のTwitterでは「自称88kgになったカトパン」と言っており[42]、テレビでモノマネを披露したこともあり[29]、2018年12月に本人との対面[51]を果たした。
- いわゆるデブタレントであるが、顔にだけ肉がつきにくい体質である。SBK48のプロフィールでは「下半身はとんでもないブサイク」[52]と紹介されており、自身は「千年に一度の奇跡の体型」[42]と表現している。本人曰く85kgがボーダーラインで、それを超えると顔にも肉がついてくるという[53]。

## 出演一覧（松竹芸能主催以外）

### テレビ

#### レギュラー
- 石川さん情報Live リフレッシュ（石川テレビ放送） 毎週水曜日「石川星人リターンズ」コーナーに石川星人もっちーとして出演[23][24]
- ギリギリライブ イマドキ女子のリアル生態調査（2021年8月18日、8月24日、10月12日、10月19日、10月26日、北海道文化放送） - マンスリーMC

#### 準レギュラー
- あらあらかしこ（仙台放送）

#### 単発出演
- 芸能界煩悩CUP（2015年9月29日、フジテレビ） - 「キスシーンの撮影で本当にキスしてしまうのは誰？」という企画で蛭子能収の相手役[7][8]
- 出没！アド街ック天国「新宿 花園」（2015年11月28日、テレビ東京） - 第5位の「伊勢丹写真室」で写真モデルとして出演[54][55]
- オトナヘノベル「周りに流されないぞ大作戦！」（2016年7月21日、NHK Eテレ） - 実験VTR内の仕掛け人として出演[56][57]
- ぶっちゃけ寺&Qさま!!豪華2本立て3時間スペシャル・第1部お坊さんバラエティ ぶっちゃけ寺（2016年9月5日放送、テレビ朝日） - 「自分を変えたい…メイプル・安藤なつが断食寺でガチ修行」コーナーに出演[58]
- 芸能界特技王決定戦TEPPEN（フジテレビ）
  - 2016秋の陣【ピアノ新展開】2016年9月16日放送[18]
  - 2019冬の陣【ピアノ決戦】2019年1月11日放送[59]
- #ハイ_ポール（2016年11月4日、フジテレビ）[60]
- ダイエット総選挙2017夏の陣 超最新ラクやせ術で体重−15Kg超え続々SP！（2017年5月17日、TBS）[25]
- ウチのガヤがすみません（2017年7月18日、日本テレビ）[61]
- とんねるずのみなさんのおかげでした(フジテレビ)
  - 2017年12月21日放送 - 「歳末爆笑2時間半スペシャル」「博士と助手〜細かすぎて伝わらないモノマネ選手権」コーナーでキンタロー。が披露した「久しぶりに出会った加藤綾子に先輩らしく一言物申す高橋真麻」の中で加藤綾子の顔まねをした[29]
  - 2018年1月11日放送 - 「必見」「博士と助手〜細かすぎて伝わらないモノマネ選手権〜本当に細かすぎたネタ22連発SP」コーナーでキンタロー。が披露した「BoAの動画を見ていて、予想が裏切られた瞬間」の中でバックダンサーとして登場[62]
- 明日は我がミーティング 「MC有田哲平＆高嶋ちさ子！○○食べて3週間激ヤセ」（2017年12月26日、TBS） - 「これで痩せた！ダイエットミーティング」コーナーに出演[30]
- よゐこ濱口優が行く!ガイドブックに載っていない韓国プライベートJourney（2018年1月26日、北海道文化放送）[63]
- 名医のTHE太鼓判! 血糖24時！知らないとコワイ！血糖値SP（2018年1月29日、TBS）[64]
- にちようチャップリン（2018年2月11日、テレビ東京） - 『駆け抜けて軽トラ』として出演[33]
- あらあらかしこ（仙台放送）[65]
  - 2018年2月17日放送
  - 2018年4月7日放送
  - 2018年7月14日放送
  - 2018年12月1日放送
  - 2019年1月25日放送
  - 2019年2月2日放送
  - 2019年5月18日放送
- わがまま!気まま!旅気分（仙台放送、BSフジ）
  - 台湾女子さんぽ!〜フォトジェニックin台南〜（2018年2月17日、仙台放送、2018年2月24日、BSフジ）[66]
  - 大人のご褒美リゾート〜タイ・プーケットの旅〜（2019年2月16日）
- 深夜に発見!新shock感〜一度おためしください〜（テレビ東京） - 『駆け抜けて軽トラ』として出演
  - 2018年3月11日放送[67]
  - 2019年4月20日放送[68]
- イケメンライブ中継シェアハウCHU!（2018年3月31日、チバテレビ）[69]
- オールスター感謝祭 青山学院・原監督率いるエースが心臓破りの坂を激走!（2018年3月31日、TBS）[70]
- オールスター後夜祭（2018年4月1日、TBS）[71]
- 激！今夜もドル箱 戦姫絶唱VSヒキ最強!?昭和スター（2018年5月9日、テレビ東京）[72]
- スキマTimes（2018年5月9日 - 5月30日〈計4回〉、RKB毎日放送） - 『駆け抜けて軽トラ』として出演[73][74]
- 本能Z＜今の話題のピン芸人SP＞（2018年5月23日、中部日本放送）
- 有田哲平の夢なら醒めないで（2018年5月29日、TBS）[75]
- クロ女子白書（2018年6月27日、福岡放送）[76]
- スッキリ（2018年8月2日、日本テレビ） - シークレットゲストでガリットチュウ 福島善成と共演[77]
- ふるさと食堂（2018年8月19日、TOKYO MX）[78]
- OH!バンデス（2018年8月24日、ミヤギテレビ）[79]
- 24時間テレビ41「愛は地球を救う」（2018年8月25日 - 26日、日本テレビ） - ミヤギテレビ チャリティーサポーター、『駆け抜けて軽トラ』として[80]
- おかべろ（2018年11月17日、関西テレビ）
- プロVS素人 〜超ハンデ対決!勝つのはどっち?〜（2019年1月17日、フジテレビ）[81]
- 有田ジェネレーション（2019年1月10日、TBS）[82]
- ※注 芸人調べ（2019年2月15日、テレビ朝日） - 『駆け抜けて軽トラ』として[83]
- 芸能人が本気で考えた!ドッキリGP（2019年2月23日、フジテレビ）[84]
- めざましテレビ（2019年3月28日、フジテレビ）[85]
- 爆笑そっくりものまね紅白歌合戦スペシャル（2019年5月17日、フジテレビ） - 「フジテレビ女子アナキメ顔コレクション2019春」の顔まね[86]
- ホンマでっか!?TV（2019年5月22日、フジテレビ） - 「令和元年中に駆け込み婚できる女性は誰だ!」に出演[87]
- 仙台市青葉区 かのおが便利軒（2019年7月28日、仙台放送）
- 旭市七夕市民まつり（2019年8月17日放送、千葉テレビ） - 河邑ミクとリポートを担当。
- そこいけ!!ごはんのお供隊（2020年3月13日、ミヤギテレビ） - ごはん盛り担当隊員
- 中島由貴とミライアカリの女子会ですが（2021年4月3日、BS日テレ）[88],17日[89]放送
- それって!?実際どうなの課（2023年1月19日、中京テレビ）
- 踊る!さんま御殿!!（2023年6月6日、日本テレビ）[90]

### ラジオ
- ダイナシティプレゼンツ ラジオ日本小田原放送局ダイナレディオ!!1485 〜午後のひとときは笑顔と一緒に〜（2016年10月21日、ラジオ日本）[91]
- あっつあつ☆らじお（2018年7月14日、TBC東北放送）[92]
- ラジオiNEWS（ラジオNIKKEI）
  - 2018年8月7日[93]
  - 2018年8月14日[94]
- 伊集院光とらじおと（2021年1月 - 、TBSラジオ） - レポーターとして不定期出演

### CM・広告
- 友屋本店（2018年） - 松阪牛限定公開CM[95]
- fran de lingerie「GRACE ist Grande」（2023年6月 - ） - 下着専門店とコラボ企画「GRACE ist Grande 餅田コシヒカリ Special Edition」モデル[96]

### テレビドラマ
- レンタルなんもしない人 第2話（2020年4月16日、テレビ東京） - 三村結子 役
- 警視庁・捜査一課長 season5 第1話（2021年4月8日、テレビ朝日） - 三鷹 水香 役
- 月曜プレミア8 （テレビ東京）
  - 今野敏サスペンス 暁鐘 警視庁強行犯係・樋口顕（2022年4月4日） - 木村絵里 役
  - 今野敏サスペンス 炎上 警視庁強行犯係 樋口顕（2024年4月1日）- ファミレス『バニーズ』の客 役[97]

### 映画
- 一週間フレンズ。（2017年2月18日公開：松竹）[98] - 川口春奈演じる香織と山﨑賢人演じる祐樹の同級生「千佳」役[99]
- 笑う招き猫（2017年4月29日公開：「笑う招き猫」製作委員会）[100]

### 舞台
- 最強で最高の自慢の息子 Season2（2023年6月22日 - 7月2日、東京・草月ホール） - 大島綾子 役[101]

### 書籍
- 4ヶ月でここまで痩せました!餅田コシヒカリのダイエット日記（2018年2月28日発売、ぴあ）[32]

### 雑誌
- 週刊プレイボーイ（2018年3月26日号、集英社） - 袋とじグラビアに登場[34]
- la farfa（ぶんか社）
  - 2018年5月号[35]
  - 2019年1月号
  - 2019年3月号
- CanCam（2018年7月号、小学館） - ダイエット特集[102]

### ミュージックビデオ
- XOX「上海ハニー」（2018年10月17日）[103]

### DVD
- Rice Cake（2018年4月19日、GUILD） - イメージDVD[36]
- 新妻、お貸しします。〜ぽっきし税抜3000円〜（2020年3月25日、コンテンツリーグ） - 紺野ぶるまの作品に一部参加。

### 外部ライブ
- 「フェスやろうぜ！」（2016年5月15日、新宿Marble）[104] - 「女芸人のど自慢大会」コーナーに出演し優勝[47]
- 〜あの日見た素直ちゃんの顔を僕たちはまだ知らない〜（2016年6月4日、中野Vスタジオ） - コンビで出演[105]
- Space早稲田演劇フェスティバル2016 特別企画 北村想名作戯曲リーディング（2016年10月12日、10月14日：Space早稲田） - Bチーム『DUCK SOAP』(演出：佐野バビ市)に出演[106]
- めろんイベント（2016年11月11日、リングラツィオ） - ピアノ演奏とトーク、山口めろんと共演[107]
- TOKYO IDOL FESTIVAL2017「はまぐちコントサークル in TIF2017」（2017年8月6日、DOLL FACTORY＝フジテレビ湾岸スタジオ M2）[108][26]

### インターネット番組
- FRESH! by AbemaTV松竹芸能チャンネル
  - メインMCはキンタロー。と収納王子コジマジック！ゲストとの爆笑トークを見逃すな、実力派芸人によるトークバラエティ（2016年7月13日放送）[109]
  - コジマジック、大原かおり、宗万真弓、キンタロー。、そしてSBK48！実力派芸人が喋り倒す！3時間ぶっ通しの爆笑トークバラエティ（2016年8月24日放送）[110]※いずれもSBK48の一員として出演
- 今年の垢を落とすぞ！よゐこ濱口が素人娘の家を12時間ハシゴ風呂！（2016年12月30日 - 31日、AbemaTV）[111][112]
- おぎやはぎの「ブス」テレビ#38 ブスがニットにきがえたらSP（2017年10月9日、AbemaTV）[113]
- バラエティ開拓バラエティ日村がゆく（2019年5月20日[114]、AbemaTV）
- スピードワゴンの月曜The NIGHT（2019年12月3日[115]、AbemaTV）

#### 生テレ
- みかん監修 美笑女図鑑（2016年10月17日[116]、同年10月31日[117]、同年12月26日[118]）
- しわすごろ入江の美笑女までの道のり（2016年10月26日[119]、同年10月30日[120]、同年11月14日[121]、同年11月20日、同年11月28日、同年12月7日、同年12月18日、2017年1月9日、同年1月23日、同年2月3日、同年2月12日[118]）
- 美笑女図鑑シーズン2（2017年2月6日[118]）

#### ニコニコ生放送
- 『おとなもおもちゃ』第42回（2017年3月27日）[122]

## 出演一覧（松竹芸能主催）
※SBK48旗揚げ大阪公演以外の会場は松竹芸能新宿角座

### ピラミッド型ライブ
※コンビ時代の出演
- 関東ゲラゲラBRONZE
  - 2016年6月7日（14位＝ネタ見せ降格）[11]
  - 2016年7月5日（休演）[123]
  - 2016年8月2日（3位＝SILVER昇格）[12]
  - 2016年12月6日（4位＝SILVER昇格）[124]
  - 2017年1月10日（12位タイ＝BRONZE残留）[125]
  - 2017年2月7日（8位タイ＝BRONZE残留）[126]
  - 2017年3月7日（12位タイ）[127]
- 関東ゲラゲラSILVER
  - 2016年8月9日（9位＝SILVER残留）[13]
  - 2016年9月20日（9位＝SILVER残留）[128]
  - 2016年10月11日（6位＝SILVER残留）[129]
  - 2016年11月8日（12位＝BRONZE降格）[130]
  - 2016年12月13日（10位タイ＝BRONZE降格）[131]
- 松竹NEXTライブ
  - 2017年5月26日（棚からブタもちとしての最後の出演）[132]

### 舞台
- ちょっとした芝居残りマカロン〜（2016年11月23日）[20]

### SBK48
- SBK48〜旗揚げ公演〜（2016年9月22日）[15]
- SBK48〜旗揚げ追加公演〜（2016年10月29日）[16]
- SBK48〜旗揚げ大阪公演〜（2016年11月22日：松竹芸能 DAIHATSU MOVE 道頓堀角座）[19]
- SBK48〜お笑いライブ〜（2017年3月8日）[133]

### はまぐちコントサークル
- 2017年1月22日[21]
- 2017年2月18日[134]
- 2017年3月25日[135][136]
- 2017年5月13日[137]
- 2017年8月3日[138]
- 2017年9月30日[139]
- 2017年12月31日[140]
- 2018年6月9日[141]

### その他
- 松竹わかば保育園〜たけのこ狩り〜（2016年3月29日） - 松竹芸能タレントスクール卒業ライブ[9]
- 第二回紺野ぶるま単独ライブ「お願い・・・たまたまぶらぶらしていたことにして」（2017年1月14日 - 15日） - おっぱいダンサーズの一員として出演[142]
- キンタロー。初単独ライブ「kintalo。TV」（2017年6月10日） - 昼夜2公演[143] - バックダンサーとして出演[144]
- 新宿シュネル座 ものまねnight!
  - 2018年4月12日[145]
  - 2018年8月28日
- 新宿オールスターライブ（2018年4月18日） - 『駆け抜けて軽トラ』として出演[146]